# Eikon Basilike
Eikon Basilike (en grec ancien : Εἰκὼν Βασιλική, soit littéralement « Icône royale » mais usuellement traduit « Portrait royal »), sous-titré The Pourtrature of His Sacred Majestie in His Solitudes and Sufferings (« Le Portrait de Sa Sacrée Majesté dans Ses Solitudes et Souffrances »), est une autobiographie spirituelle supposée attribuée au roi d'Angleterre Charles Ier. Elle a été publiée le 9 février 1649, dix jours après la décapitation du roi par le Parlement d'Angleterre à la suite de la Première révolution anglaise en 1649.

## Contexte historique

### Conflit entre le Parlement d'Angleterre et le roi

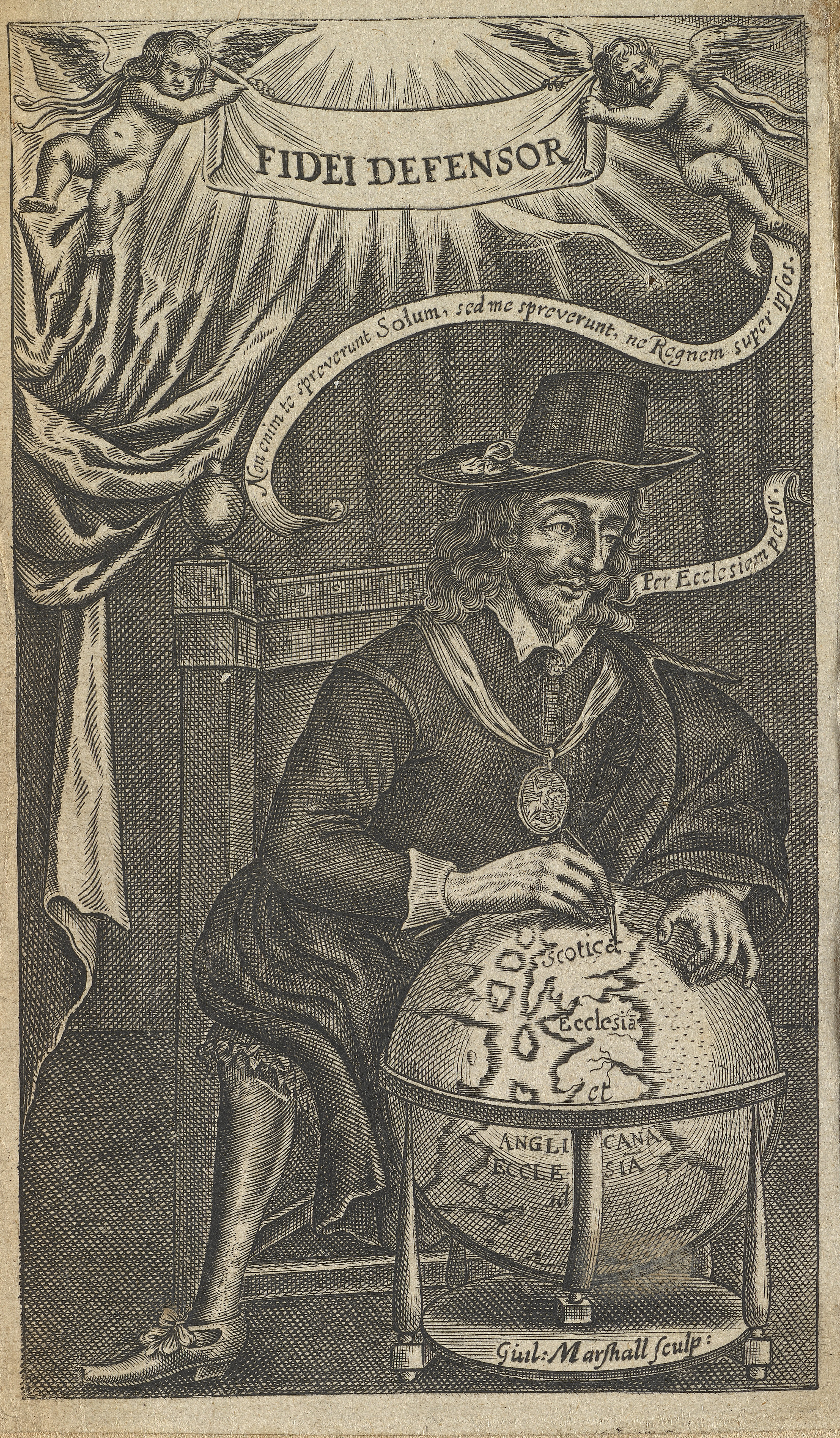
Portrait du roi Charles Ier, dans le Eikon Basilike (William Marshall, 1649).

À la suite de la Rébellion irlandaise de 1641, le pouvoir du roi Charles Ier est contesté, surtout après avoir refusé les propositions du Parlement d'Angleterre pour préserver la paix, contre d'importantes concessions royales. Le roi et le Parlement opposent ainsi leurs armées et la Première guerre civile anglaise éclate fin 1642. Le Parlement domine le conflit et tandis que le roi se réfugie en Écosse, les Écossais le livrent au Parlement en 1647.
Emprisonné, il est finalement emmené de force auprès de la New Model Army, où de nombreuses tentatives de négociation ont lieu, dont la plus importante est le traité d'Uxbridge, et où il essaie de diviser ses ennemis ainsi que le clergé ; il refuse toutes les propositions qui lui sont faites par les différents partis et « sa parole de négociateur reste inefficace et inaudible » ; il s'échappe mais est à nouveau trahi et emprisonné. Depuis sa cellule, Charles Ier continue de négocier avec les différents groupes. Le 26 décembre 1647, il signe un traité secret avec les Écossais par lequel ces derniers envahiraient l'Angleterre pour le restaurer en échange de quoi le presbytérianisme deviendrait la religion officielle pendant trois ans.
Les royalistes se soulevèrent à nouveau en juillet 1648 lors de la deuxième guerre civile et comme convenu avec Charles Ier, les Écossais entrent en Angleterre. La plupart des soulèvements en Angleterre sont rapidement écrasés par les troupes parlementaires loyales à Oliver Cromwell et la défaite écossaise lors de la bataille de Preston met définitivement à bas les ambitions des royalistes.

### Jugement pour haute trahison

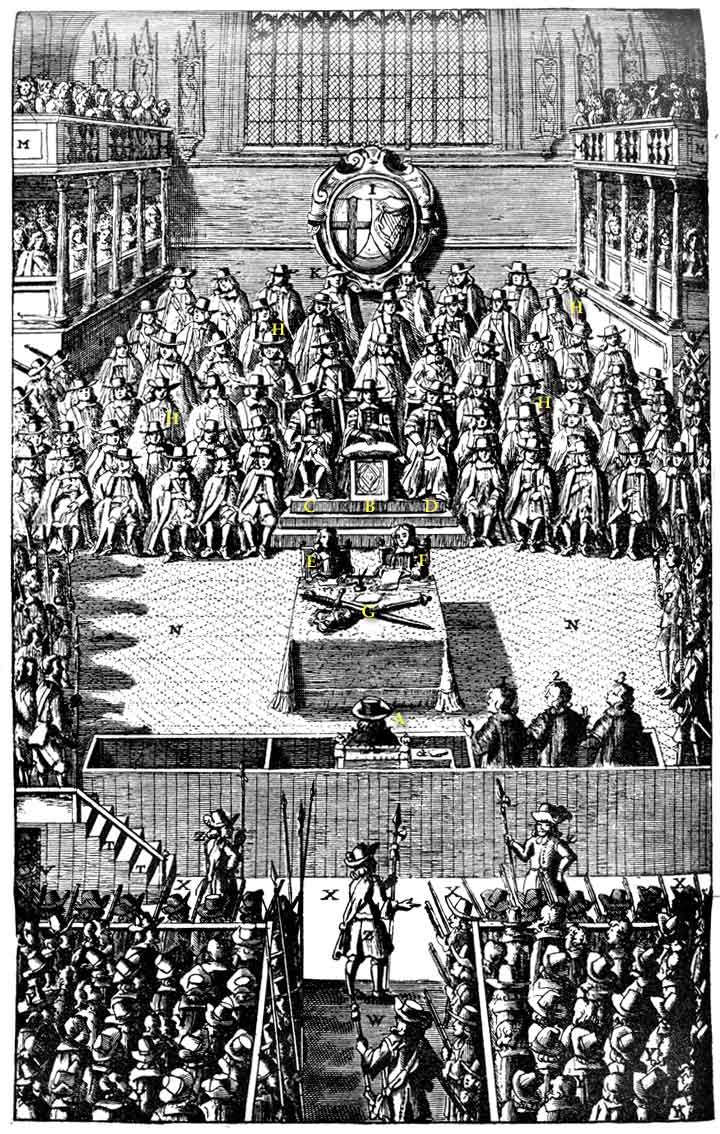
Gravure représentant le procès de Charles Ier en janvier 1649 (anonyme), dans A True copy of the journal of the High Court of Justice for the tryal of K. Charles I as it was read in the House of Commons and attested under the hand of Phelps, clerk to that infamous court / taken by J. Nalson Jan. 4, 1683 : with a large introduction (Londres, 1684).

Charles Ier accepte finalement les réformes proposées par les parlementaires et elles sont acceptées par la Chambre des communes le 1er décembre 1648. Cela aurait permis la restauration du roi avec des pouvoirs limités et la fin de la guerre civile mais Cromwell et Thomas Pride sont opposés à ces mesures et demandent que le roi soit jugé pour haute trahison. Le 6 décembre, Pride entre dans le Parlement avec deux régiments de l'armée et exclut tous ceux qui sont favorables au roi. Le reste des députés forme le « Parlement croupion ».
Les accusations contre Charles Ier spécifiaient que le roi, « pour accomplir ses desseins et pour se soutenir, lui et ses adhérents, dans les coupables pratiques auxquelles il se livrait à cette intention, a traîtreusement et malicieusement pris les armes contre le présent Parlement et le peuple qu'il représente » et que les « desseins pervers, guerres et pratiques pernicieuses dudit Charles Stuart, ont eu et ont pour objet de soutenir l'intérêt personnel de sa volonté, de son pouvoir et d'une prétendue prérogative attribuée à lui et à sa famille, au préjudice de l'intérêt public, des droits et des libertés du peuple, de la justice et du repos de cette nation ». Les charges contre le roi le tenaient également « responsable des dites guerres dénaturées, cruelles et sanglantes et par là coupable de tous les meurtres, trahisons, rapines, incendies, ravages, désolations, dommages et méfaits à l'égard de cette nation,.
Le procès commence le 20 janvier 1649 mais Charles Ier refuse de se défendre en avançant qu'aucun tribunal n'avait le pouvoir de juger un monarque,. Durant la semaine du procès, malgré un discours préparé, argumenté et très bien construit, selon Chaise-Brun, il n'est jamais écouté par le président du tribunal Bradshaw : il est déclaré coupable lors d'une audience publique le 27 janvier 1649 et condamné à mort. Après le jugement, il est emmené du palais St. James où il est emprisonné au palais de Whitehall, où un échafaud est installé en face de la Maison des banquets.
C'est alors que Charles Ier entreprend la rédaction de Eikon Basilike (en grec moderne : Eικων Bασιλικη, soit le « Portrait royal »), sous-titré The Pourtrature of His Sacred Majestie in His Solitudes and Sufferings (soit « Le portrait de Sa Majesté Sacrée dans Ses solitudes et Souffrances ») est publié. L'ouvrage se veut une autobiographie spirituelle écrite par le roi lui-même, quoique remaniée par ses conseillers, et est publié le 9 février 1649, dix jours après la décapitation du roi commandée par le Parlement d'Angleterre.

Son discours sur l'échafaud restera célèbre. Il ne se fait pas entendre ce jour-là, mais son discours sera publié : il en est d'ailleurs conscient. Mais il ne veut pas se taire, et continue de clamer son innocence. Le discours qu'il prononce alors aborde les mêmes thèmes que l'Eikon Basilike : 

« J'aurais très bien pu rester silencieux, si je n'avais pas pensé que le faire fairait pensait certains que je m'eus soumis à la culpabilité ainsi qu'à la punition. Mais je pense que c'est mon devoir vis-à-vis de Dieu d'abord, et de mon pays ensuite, de m'acquitter comme honnête homme, bon roi et un bon Chrétien,. »

## Paternité de l'œuvre et contenu

### Polémiques sur la paternité
Dans les années 1690, une controverse sur la paternité de Eikon Basilike voit le jour. William Levett, le garçon de chambre de Charles Ier qui l'accompagna le jour de son exécution et qui accompagna son corps pour son enterrement au château de Windsor, jura qu'il avait personnellement vu le roi rédiger l'Eikon Basilike lors de son emprisonnement sur l'île de Wight et qu'il avait lui-même lu le manuscrit, mais les historiens débattent de la véracité de cette affirmation. Dans Vindication of King Charles the Martyr, proving that his Majesty was the author of Εἰκὼν Βασιλική (Londres, 1693 ; reed. 1697-1711), puis dans A Defence of the Vindication en 1699, Thomas Wagstaffe défend la paternité du roi Charles Ier. L'on prétendait qu'une prière contenue dans Eikon Basilike avait été plagiée, mais Wagstaffe a accusé John Milton et John Bradshaw de l'avoir délibérément insérée dans le texte,.
Bien que l'ouvrage soit présenté comme exclusivement écrit par le roi, il a été nettement remanié par ses conseillers,. Selon Trevor-Roper et rapporté par Chaise-Brun, il faut « aborder [ce texte] comme un texte collaboratif, une œuvre de propagande royaliste, à plusieurs voix, ayant un but politique précis : redéfinir l'image de Charles Ier et l'élever au rang de martyr. »

### Contenu
Pour cela, les rédacteurs opposent symboliquement et dans leurs choix lexicaux le silence — volontaire ou imposé — du roi au vacarme et au chaos de ses opposants républicains : le roi est associé à la vérité, au calme et à la constance, tandis que ses opposants le sont à la discorde, au désordre et à l'inconstance. Ses mots n'avaient pas été écoutés ni entendus lors du procès ; l'ouvrage permet de se concentrer sur le comportement et les arguments du monarque : dans le contexte chaotique de son exécution, le roi ne cherchait pas à crier pour se faire entendre lors de son discours, et prit un temps de prière dans le calme ; c'est lui qui donne l'ordre à son bourreau en levant le bras, toujours dans le silence,,.
Les conseillers du roi réunissent les écrits du roi en y ajoutant des passages de la Bible, des prières et des comparaisons à des personnages bibliques. Écrit à la première personne, contenant des marques d'oralité, donnant l'impression d'une voix dans la mort, et avec une typographie étudiée, le livre rapproche le lecteur du roi : « Lors de ces dernières semaines de janvier, il a dû devenir clair que The Pourtraicture of His Sacred Majestie était entré dans la conscience publique comme le legs d'un monarque martyrisé à une nation en deuil,. » Présenté comme souffrant en silence et ayant la faveur de Dieu, plusieurs éléments rapprochent le roi du modèle héroïque le plus accessible de l'époque, Jésus Christ, afin d'en faire un martyr chrétien,,.
L'ouvrage est constitué de vingt-sept chapitres :
| 1. Upon His Majesties calling this last Parliament.                                                                                  | Sur Sa Majesté en appelant au dernier Parlement.                                                                                          |
| 2. Upon the Earle of Straffords death.                                                                                               | Sur la mort du comte de Straffords. |
| 3. Upon His Majesties going to the House of Commons.                                                                                 | Sur Sa Majesté allant à la Chambre des communes.                                                                                          |
| 4. Upon the Insolency of the Tumults.                                                                                                | Sur l'Insolence des Tumultes. |
| 5. Upon His Majesties passing the Bill for the Triennial Parliaments: And after setling this, during the pleasure of the two Houses. | Sur le fait que Sa Majesté a adopté le projet de loi pour les parlements triennaux : Et après cela, pendant le plaisir des deux Chambres. |
| 6. Upon His Majesties retirement from Westminster.                                                                                   | Sur la retraite de sa Majesté de Westminster.                                                                                             |
| 7. Upon the Queenes departure, and absence out of England.                                                                           | Sur le départ de la Reine, et son absence hors d'Angleterre.                                                                              |
| 8. Upon His Majesties repulse at Hull, and the fates of the Hothams.                                                                 | Sur la retraite de sa Majesté à Hull, et sur le sort des Hothams.                                                                         |
| 9. Upon the lifting, and raising Armies against the KING.                                                                            | Sur la levée des Armées contre le ROI. |
| 10. Upon their seizing the Kings Magazines, Forts, Navy, and Militia.                                                                | Sur la saisie des Réserves, des Forts, de la Marine et de la Milice du Roi.                                                               |
| 11. Upon the 19. Propositions first sent to the KING; and more afterwards.                                                           | Sur les 19 premières propositions envoyées au ROI ; et davantage par la suite.                                                            |
| 12. Upon the Rebellion, and troubles In Ireland.                                                                                     | Sur la Rébellion et les troubles en Irlande.                                                                                              |
| 13. Upon the Calling in of the Scots, and their Comming.                                                                             | Sur l'Appel des Écossais, et leur arrivée.                                                                                                |
| 14. Upon the Covenant. | Sur l'Engagement. |
| 15. Upon the many Jealousies raised, and Scandals cast upon the KING, to stir re up the People against Him.                          | Sur les nombreuses jalousies apparues et les scandales lancés sur le ROI pour soulever le peuple contre lui.                              |
| 16. Upon the Ordinance against the Common-Prayer-Booke.                                                                              | Sur l'Ordonnance contre le Livre de la prière commune.                                                                                    |
| 17. Of the differences between the KING and the two Houses, in point of Church-Government.                                           | Sur les différences entre le ROI et les deux Chambres, au sujet d'un Gouvernement-Église.                                                 |
| 18. Upon Uxbridge-Treaty, and other offers made by the KING.                                                                         | Sur le Traité d'Uxbridge, et autres offres faites par le ROI.                                                                             |
| 19. Upon the various events of the Warre; Victories, and Defeats.                                                                    | Sur les différents événements de la guerre ; Victoires et défaites.                                                                       |
| 20. Upon the Reformations of the Times.                                                                                              | Sur les Réformes de l'époque. |
| 21. Upon His Majesties Letters taken and divulged.                                                                                   | Sur les lettres Sa Majesté qui ont été subtilisées et divulguées.                                                                         |
| 22. Upon His Majesties leaving Oxford, and going to the Scots.                                                                       | Sur Sa Majesté partant d'Oxford pour l'Écosse.                                                                                            |
| 23. Upon the Scots delivering the KING to the English; and His Captivity at Holmeby.                                                 | Sur les Écossais délivrant le ROI des Anglais ; et sa captivité à Holmeby.                                                                |
| 24. Upon their denying His Majesty the Attendance of His Chaplaines.                                                                 | Sur le refus au Roi de voir ses chapelains.                                                                                               |
| 25. Penitentiall Meditations and KING'S solitude at Holmeby.                                                                         | Méditations pénitentiaires et solitude du Roi à Holmeby.                                                                                  |
| 26. Upon the Armies Surprisall of the KING at Holmeby, and the ensuing distractions in the two Houses, the Army, and the City.       | Sur la surprise des armées du ROI à Holmeby, et les distractions dans les deux Chambres qui s'ensuivirent, l'Armée et la Ville.           |
| 27. To the Prince of Wales. | Au Prince de Galles. |

### Construction de son image
Ce choix stratégique de « faire silence » semble remonter aux années 1640, quand il commence à se défendre par écrit plutôt qu'oralement ou en public ; il utilise déjà la plume d'autres collaborateurs, dont Edward Hyde. Aucun de ses discours n'est publié avant 1640, et pendant la Première révolution anglaise, il préfère d'abord les joutes verbales aux passes d'armes, avant de garder le silence. Il recherche une « représentation par le mot », en remettant au goût du jour la rhétorique classique où « le silence devient une métonymie d'"une éloquence du silence" », et où les abus du langage et les excès de paroles sont critiqués (Plutarque, De Garrulitate).
Sa stratégie culmine dans le procès, où la « puissance de son argumentaire silencieux » lui permet de dominer un procès destiné à le déstabiliser : il décide d'arrêter de se justifier et n'a plus besoin de parler,.
Dès sa mort, de nombreux discours du roi sont publiés — soixante-dix ont été publiés entre 1641 et 1649 —, afin d'étouffer le bruit du tumulte par des textes qui donnent du sens à la parole du roi. Charles Ier lui-même écrivait beaucoup, se représentait comme tel et était très soucieux de construire une image particulière de lui dans les gravures,.

## Illustration et édition

### Le frontispice

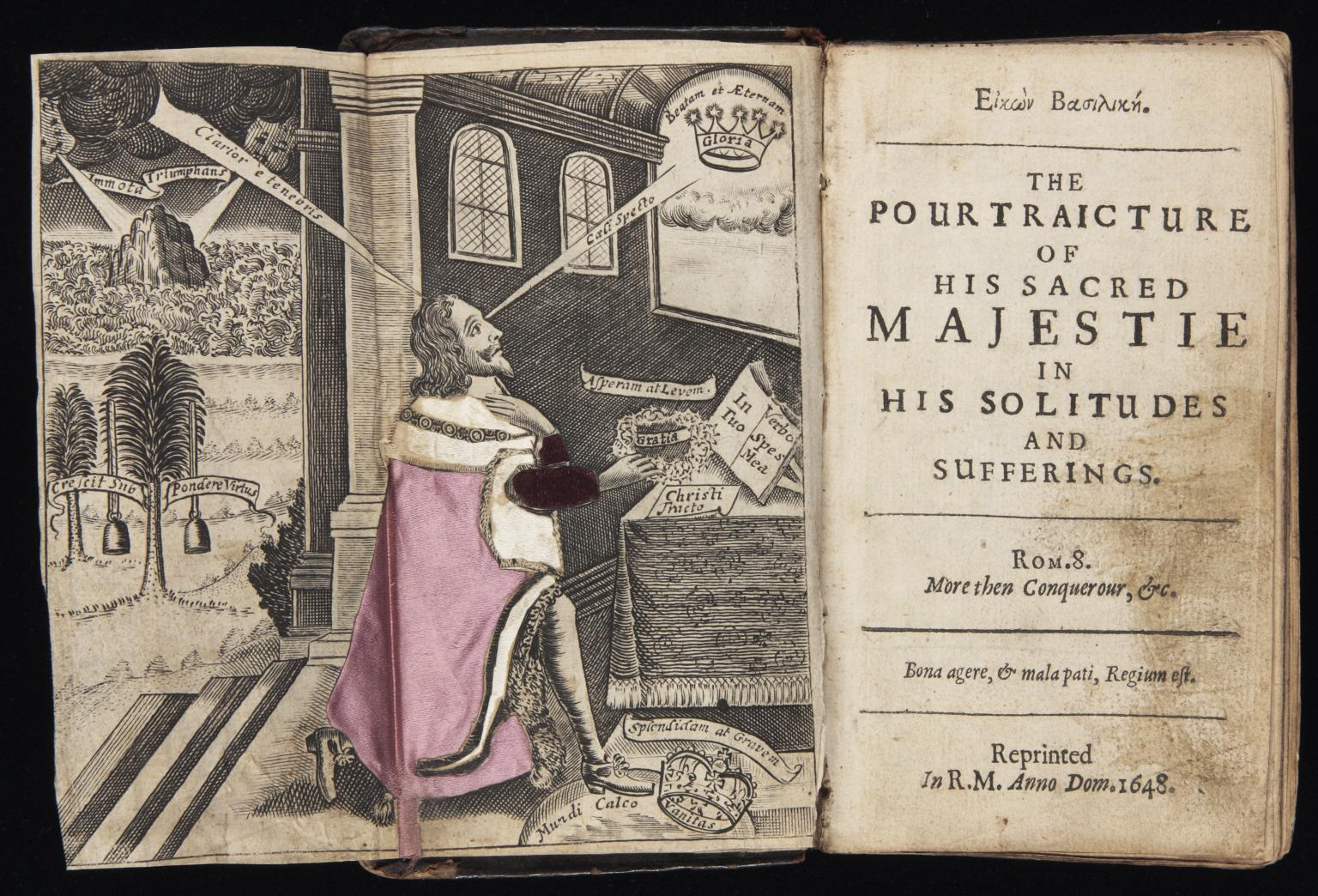
Frontispice de l’Eikon Basilike (version originale de 1649 - datée par erreur 1648).

William Marshall a créé l'image du Frontispice, qui utilise le symbolisme dérivé du livre d'emblèmes traditionnel. Les paysages à gauche contiennent le palmier alourdi et le rocher ballotté par le vent et les vagues, emblématique de la ténacité du roi. Le rai de lumière descendant du paradis à travers l’œil du roi illustre sa vision de la sainte couronne du martyr, tandis qu'il ramasse la Sainte Couronne et rejette la Couronne royale terrestre et le pouvoir matériel (représenté par la carte du monde sur laquelle il marche), montrant ainsi qu'il sait que c'est par la couronne d'épines que le martyr pourra aspirer à la véritable couronne. Le frontispice possède des similarités avec le tableau Sainte Catherine d'Alexandrie (ca. 1568), que possédait le roi. L'attitude du roi est volontairement calquée sur celle du Christ, souffrant en silence : il est représenté dans le frontispice de la même façon que le Christ lors de l'Agonie dans le jardin des oliviers, levant les yeux vers Dieu avec une expression de calme souffrance, et le livre finit sur la phrase « Vota dabunt, quae bella negarunt » (« Les prières accomplissent ce que la guerre ne peut réaliser »). Tout au long du livre, le roi montre une attitude dépassionnée en opposition au tumulte de la plèbe qui se meut dans une passion animale ; on retrouve dans le frontispice cette opposition du mouvement extérieur avec le recueillement du roi.
Le contenu très allégorique du frontispice représente le roi comme un martyr chrétien. Le texte en latin est le suivant :

« * IMMOTA, TRIVMPHANS — « Immobile, Triomphant » (rouleau autour de la montagne) ;
- Clarior é tenebris — « Plus brillant dans l'obscurité » (rayon de soleil à travers les nuages) ;
- CRESCIT SUB PONDERE VIRTVS — « La Vertu grandit sous les poids » (rouleau autour de l'arbre) ;
- Beatam & Æternam — « Béni et éternel » (autour de la couronne céleste marquée d'un GLORIA (« Gloire »)) ; se veut un contraste avec :
  - Splendidam & Gravem — « Splendide et lourd » (autour de la couronne d'Angleterre, retirée de la tête du roi et gisant sur le sol) avec le moto Vanitas (« vanité ») et :
  - Asperam & Levem — « Amer et léger » : la Sainte Couronne portée par Charles Ier contient le motto Gratia (« Grâce ») ;

- Coeli Specto — « Je regarde vers le Paradis » ;
- IN VERBO TVO SPES MEA — « Dans Ta parole est mon espoir » ;
- Christi Tracto — « J'implore le Christ » ;
- Mundi Calco — « Je marche sur le monde ». »

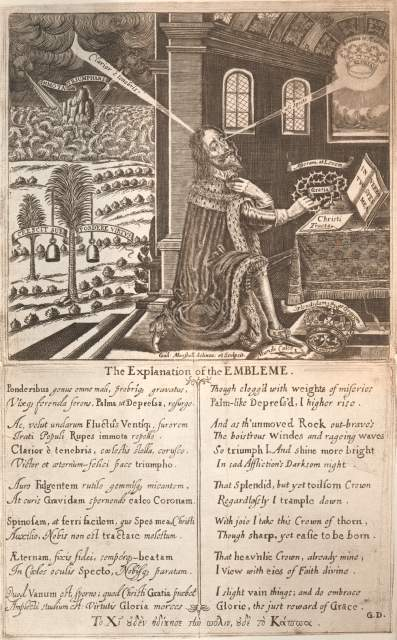
Le frontispice accompagné du texte explicatif.

Dans la première édition, le frontispice est accompagné de vers en latin et en anglais qui l'expliquent. Les vers en anglais sont :
« Though clogg'd with weights of miseries

Palm-like Depress'd, I higher rise.

And as th'unmoved Rock out-brave's

The boist'rous Windes and rageing waves

So triumph I. And shine more bright

In sad Affliction's darksom night.

That Splendid, but yet toilsom Crown

Regardlessly I trample down.

With joie I take this Crown of thorn,

Though sharp, yet easy to be born.

That heavn'nly Crown, already mine,

I view with eies of Faith divine.

I slight vain things: and do embrace

Glorie, the just reward of Grace. »
« Bien que lesté du poids des misères

Déprimé comme une feuille de palmier, je m'élève plus haut.

Et comme les pierre inamovibles qui résistent bravement

Aux vents tumultueux et aux vagues rageuses,

Je triomphe. Et je brille de plus d'éclat

Dans la lugubre nuit d'une triste affliction.

Cette splendide, mais exténuante Couronne

Je la piétine de toutes façons.

Avec joie, je prends cette Couronne d'épines

Bien qu’aiguisée, elle est facile à porter.

Cette Couronne céleste, déjà mienne

Je l'ai vue avec des yeux de Foi divine.

Je méprise les choses vaines, mais embrasse

La Gloire : la juste récompense de la Grâce. »
Le Eikon Basikike et son portrait de l'exécution de Charles Ier en tant que martyr deviennent si populaires que Marshall a dû graver la plaque à huit reprises et que, lors de la Restauration, une commémoration spéciale du roi le 30 janvier a été ajoutée au Livre de la prière commune, indiquant que ce jour-là doit être observé comme une occasion de jeûne et de repentance.

## Impact et conséquences

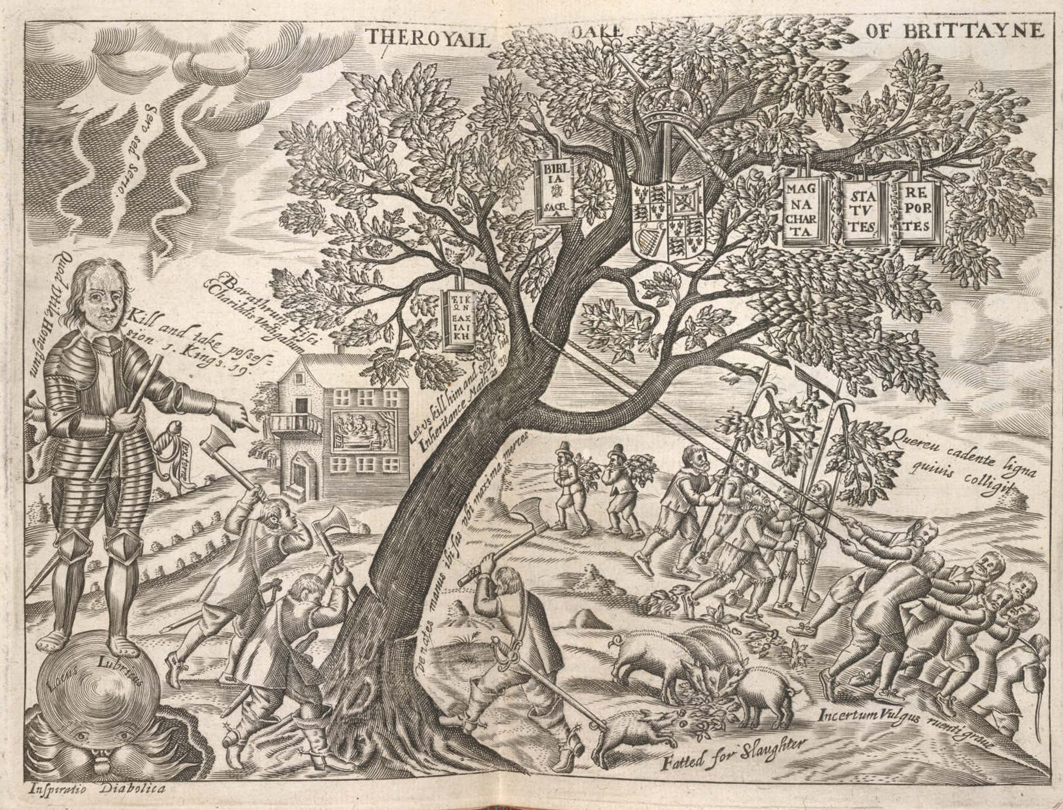
Cromwell coupant le chêne royal (anonyme, 1649). Cette estampe satirique représente Oliver Cromwell ordonnant la chute du Chêne royal de Grande Bretagne, symbole de la monarchie anglaise. Cette image est le frontispice présumé du livre Anarchia Anglicana or the history of independency. The second part, de Clement Walker, pamphlétaire et membre du Parlement, écrivant sous le pseudonyme Theodorus Verax. Bien que favorable au Parlement pendant la guerre civile, Walker est déçu de Cromwell et pense qu'il est devenu un radical religieux et despote dont les actions ont mené la Grande-Bretagne à l'anarchie.
L'image est pleine de références au démantèlement du régime de Charles Ier par Cromwell. Situé à gauche, sur un globe suspendu au-dessus de la bouche de l'enfer, d'où il tire son inspiration diabolique, mais qui annonce une situation précaire. Il est dépeint comme un hypocrite, motivé par l'ambition et l'envie, et plusieurs citations de la Bible le lient à des figures bibliques notoires. Dans l'arbre, sont suspendus la couronne royale, le sceptre et les armoiries, ainsi que la Bible, la Magna Carta et une copie du Eikon Basilike. Tandis que les soldats républicains coupent et font chuter l'arbre, la multitude ignorante ramasse les branches mortes de l'arbre.
Pour ce livre, Clement Walker a été arrêté et accusé de haute trahison. Avant son procès, il meurt dans la Tour de Londres en 1651.

Les circonstances très particulières de la mort du roi ont renversé la manière dont il est perçu et entendu, et ont favorisé la création du mythe du roi martyr par ses soutiens, aussi bien en Angleterre que dans le reste de l'Europe, et le gouvernement qui a suivi a pâti de cette image omniprésente. « Ce livre (...), cette voix silencieuse, renferment le pouvoir royal [ce qui fait du Eikon Basilike] l'un des ouvrages les plus lus dans la seconde moitié du XVIIe siècle », avec plus de vingt-cinq éditions sur une courte période.
John Cook publia le discours qu'il avait préparé dans le cas où Charles Ier aurait plaidé coupable, tandis que le Parlement chargea John Milton d'écrire une réponse, l’Eikonoklastes (grec pour « Iconoclaste »), ; cette dernière rencontra néanmoins un succès inférieur à celui du livre royaliste. Par ailleurs, Thomas Wagstaffe, qui avait déjà défendu la paternité de l'œuvre du roi à partir de la fin des années 1690, a remis en question l'intégrité de Milton, en réponse au Amyntor de John Toland. Cela est devenu un lieu commun de la propagande jacobite, qui a notamment été utilisé par le satiriste Ned Ward.

## Postérité

### Culte du roi martyr
Le Eikon Basilike et son portrait d'un roi martyr ont tant de succès que lors de la Restauration en 1660, une commémoration spéciale du roi a été ajoutée au Livre de la prière commune pour le 30 janvier, lors duquel il fallait observer le jeûne et la repentance[réf. nécessaire]. Le 19 mai 1660, le roi est canonisé à la demande du roi Charles II, et son nom est ajouté au livre des prières. Charles Ier est le seul saint formellement canonisé par l'Église d'Angleterre. Cette commémoration est retirée du livre des prières par la reine Victoria en 1859[réf. nécessaire].
Le culte du roi martyr perdure encore, avec notamment la création en 1894 de la Society of King Charles the Martyr, qui cherche à restaurer le nom du roi dans le calendrier du Livre des prières et encourage la vénération du roi marty et l'érection d'églises et de chapelles dédiées à Saint Charles le Martyr, du XVIIe au XXe siècle, en Angleterre, mais aussi en Irlande, en Écosse, en Australie, à Tanger, aux États-Unis et au Japon.

### Dans l'art

Réinterprétations du frontispice par d'autres artistes
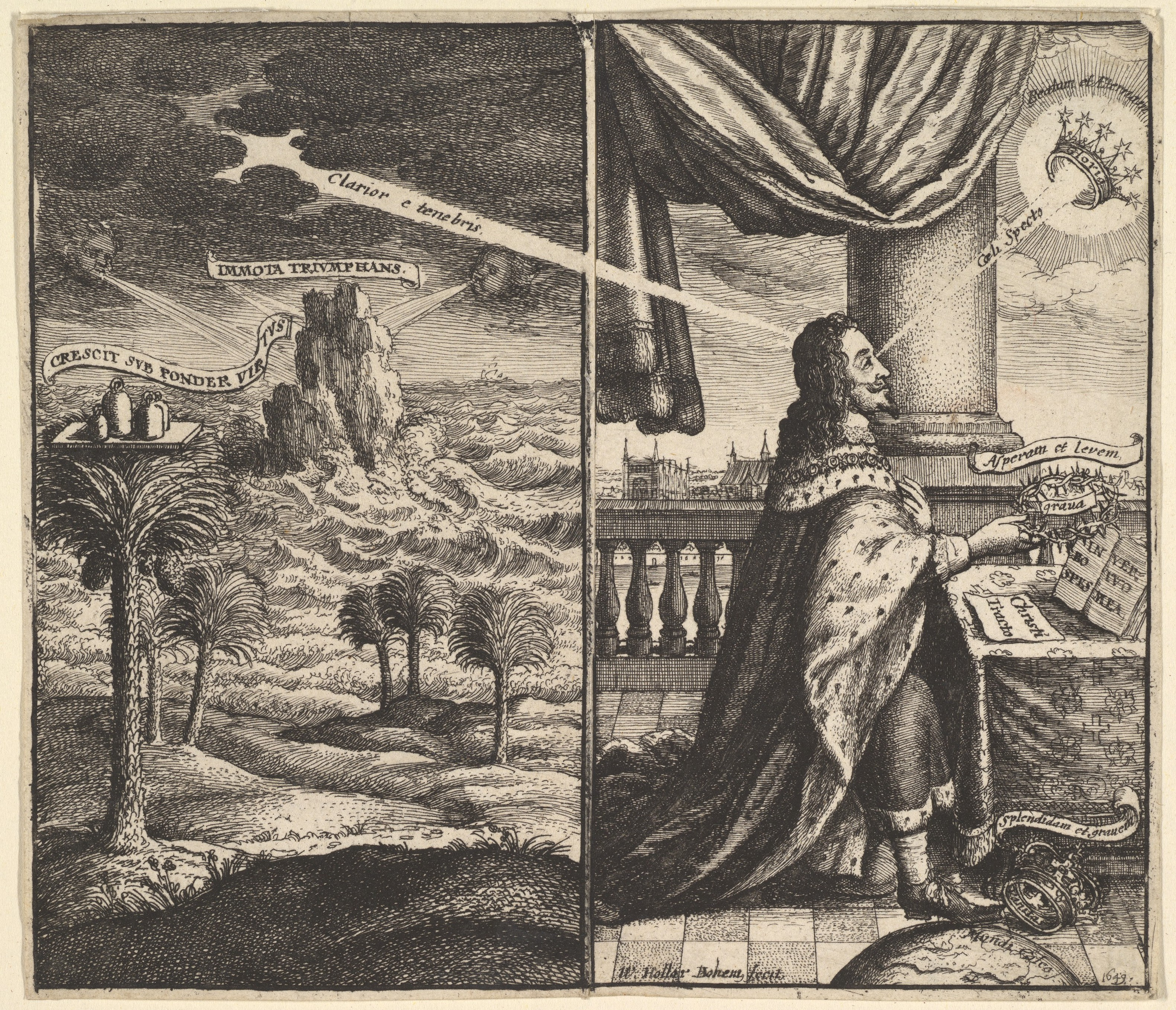
Par Wenceslas Hollar (1649).
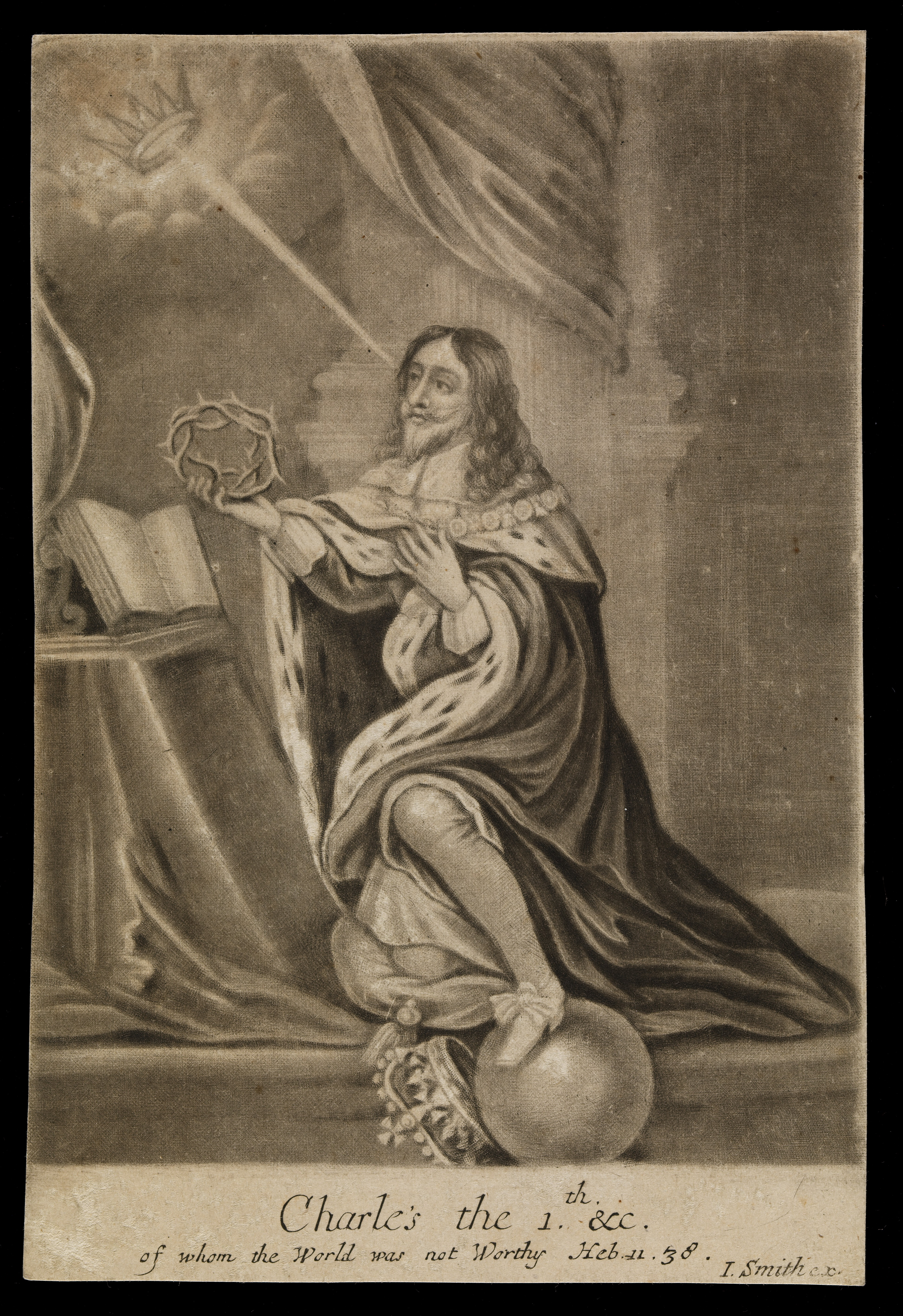
Manière noire de John Smith (ca. 1710).

Wenceslas Hollar (1607 - 1677) a gravé une version du frontispice de l’Eikon Basilike la même année que l'original, en 1649. Elle représente le roi comme un Pélican princier offrant son sang de martyr pour le bien de l'Église. Cette version est restée populaire jusqu'au XVIIIe siècle, quand Robert White (1645 - 1704) grave une version en taille folio et que John Smith (1652–1742) produise une manière noire de qualité vers 1710.
Toujours en 1649, une satire de l’Eikon Basilike, appelée Eikon Alethine, est publiée. Elle remet en question la paternité de l’Eikon Basilike, en proposant le titre complet suivant : Eikon alethine. The pourtraiture of truths most sacred majesty truly suffering, though not solely. Wherein the false colours are washed off, wherewith the painter-steiner had bedawbed truth, the late King and the Parliament, in his counterfeit piece entituled Eikon basilike. Published to uudeceive the world. (« Le portrait des vérités dont souffre réellement la plus sacrée majesté, mais pas seulement. Les fausses couleurs ont été lavées, ce qui a permis au peintre-teinturier de coucher la vérité sur son lit, le défunt roi et le Parlement, dans sa pièce contrefaite intitulée Eikon basilike. Publié pour détromper le monde. »).
En 1660, David Lloyd publie à Londres Εἰκὼν Βασιλική, or the true Pourtraicture of his Sacred Majesty Charles the II qui tente de faire pour Charles II ce que le premier ouvrage a fait pour Charles Ier.
Au XIXe siècle, John Keble (1772 - 1866) écrit un poème en commémoration du roi, King Charles the Martyr, publié en 1827 dans le recueil The Christian Year: Thoughts in verse for The Sundays and Holydays Throughout the Year. En 1894, la société The Society of King Charles the Martyr est créée pour rendre hommage au roi, et sa fondatrice, Ermengarda Greville-Nugent, a composé plusieurs hymnes qui sont chantés par cette société qui est toujours en activité,.